# Немунелис
Немунелис (на литовски: Nemunėlis) или Мемеле (на латвийски: Mēmele) е балтийска река, която минава през територията на Северна Литва и Южна Латвия. Въпреки че Немунелис не играе особена роля като водоизточник на Литва, тя е известна с това, че заедно с река Муша образуват една от най-големите и важни реки в Латвия Лиелупе.
Реката извира на около 6 km от литовския град Рокишкис, разположен в Паневежкия окръг, близо до границата с Латвия. Общата дължина на Немунелис е 191 km, като 75 km са в Литва, 76 km участват в оформянето на литовско-латвийската граница и още 40 km са в Латвия. В Латвия реката достига до град Бауска, намиращ се в едноименния административен район, където заедно с река Муша образуват река Лиелупе. Площта на водосборния басейн на Немунелис е 4048 km². Въпреки че в Латвия Немунелис тече едва 40 km, ако се добави и дължината на Лиелупе, то общата дължина от извора до вливането в Балтийско море е точно 310 km.

## Наименования
Въпреки че Немунелис не споделя общ водосборен басейн с река Неман, най-дългата река в Литва, на някои езици имената на двете реки са свързани помежду си.
- на литовски Nemunėlis – умалително от Nemuna (Неман).
- на немски Memele - умалителната форма за Memel, използван както за името на река Неман, така и за литовския град Клайпеда.
- на латвийски Mēmele – предполагаемо или заемка от немското име на реката или пряко взето от старопруския език, на който най-вероятно означава заобиколен от вода.
- на естонски Memele jõgi – заемка от немско-латвийското наименование, добавяйки само jõgi (йъги) – река.

## Притоци
Леви:
- Бержуона
- Апашчия

Десни:
- Лаукупе
- Вингерине
- Вижуона
- Неджиупис
- Нерета
- Сисея
- Виесите
- Рукони
- Жиуру
- Саулес